# Virtual Studio Technology
Virtual Studio Technology (укр. віртуальна студійна технологія, скорочено VST) — стандарт плагінів звукових ефектів та програмних синтезаторів, запроваджений в 1996 р. фірмою Steinberg.
Робота з VST-інструментами (VSTi), здійснюється через так звану програму-хост (англ. host), наприклад секвенсер, в середовищі якого запускається плагін. До найвідоміших програм-хостів належать такі програми як Ableton Live, Cubase, FL Studio, Reaper та Sonar. VST-плаґіни можна підключити і до несумісних з цим стандартом програм, використовуючи спеціальні адаптери. Наприклад існують VST-RTAS адаптери, що уможливлюють підключення VST-плаґінів до програми Pro Tools або VST-AU адаптери, що уможливлюють підключення VST-плаґінів до Logic Pro, яка працює під Mac OS X.
Інструменти VST мають, як правило, власний інтерфейс, що включає різноманітні контролери подібні до контролерів апаратних синтезаторів, якими музикант може керувати в реальному часі.
Політика Steinberg, спрямована на видачу безкоштовних ліцензій фірмам на використання технології VST своїх розробках стала причиною того, що цей стандарт став основним на ринку музичного програмного забезпечення.
В 1999 була впроваджена нова версія технології, що позначається як VST 2.0.

## Різновиди
При наявності відповідного апаратного забезпечення та драйверів, а саме звукової карти що підтримує протокол ASIO, VST-плаґіни можуть використовуватися у реальному часі. ASIO обходить повільніші засоби Windows', забезпечуючи меншу затримку.  Існує три 3 типи VST плаґінів:
VST інструменти (англ. VST instruments)
Це — VST-плаґіни, що генерують звук. Звичайно це віртуальні синтезатори або семплери. Одним із перших VST-інструментів був Neon VSTi [Архівовано 3 травня 2007 у Wayback Machine.] (див. скриншот [Архівовано 16 травня 2006 у Wayback Machine.]), що був включений у Steinberg's Cubase.  На сьогоднішній день існує багато VST-інструментів як вільних, так і комерційних.  Деякі, як наприклад Native Instruments' Pro-53, відтворюють зовнішній вигляд та звук синтезаторів минулого (в даному разі Prophet-5).
VST ефекти (англ. VST effects)
Це — VST-плаґіни, що здійснюють обробку звукового сигналу, наприклад ефекти реверберації або фейзеру. Інші плаґіни використовуються для візуального спостереження властивостей звукового сигналу без його редагування. Більшість плаґінів дозволяють поєднувати декілька ефектів у певний ланцюг.  На сьогоднішній день існує багато VST-ефектів як вільних, так і комерційних.
VST MIDI ефекти (англ. VST MIDI effects)
Це — VST-плаґіни, що обробляють MIDI-повідомлення перед тим, як MIDI-дані потрапляють на інші VST інструменти або апаратні пристрої; вони дозволяють. наприклад транспонувати музику або генерувати арпеджіо.